# Femme accroupie, le torse nu
La Femme accroupie, le torse nu est un tableau réalisé en 1879 par Adrien de Witte, peintre belge et professeur à l'Académie royale des beaux-arts de Liège. Dans ce nu, l'artiste effectue avant tout une étude de la technique impressionniste.

## Élaboration et genre artistique
La peinture, réalisée en 1879,,, est l'un des nus « qui constituent dans l'œuvre de de Witte un thème constant repris avec un amour inlassable ». Elle « est avant tout le prétexte à une étude de la nouvelle technique prônée par les impressionnistes ».
L'artiste reçoit le 16 janvier 1879 la confirmation que la bourse de la Fondation Lambert Darchis lui est octroyée et il part rapidement pour Rome, dès le 10 février. Hors, la toile n'est pas située et le catalogue Delchevalerie-Rassenfosse de 1927 ne fournit pas d'informations additionnelles, il ne peut donc être établi avec certitude si elle est exécutée à Liège ou à Rome,.

## Parcours de l'œuvre
L'œuvre fait partie, en 1927, de la collection de Hans de Winiwarter : embryologiste, professeur à l'université de Liège et grand collectionneur, spécialement d'estampes japonaises. À sa mort, survenue en 1949, sa nièce (Winiwarter étant veuf et sans enfant) vend l'ensemble de sa collection qui compte alors environ 1 500 pièces.

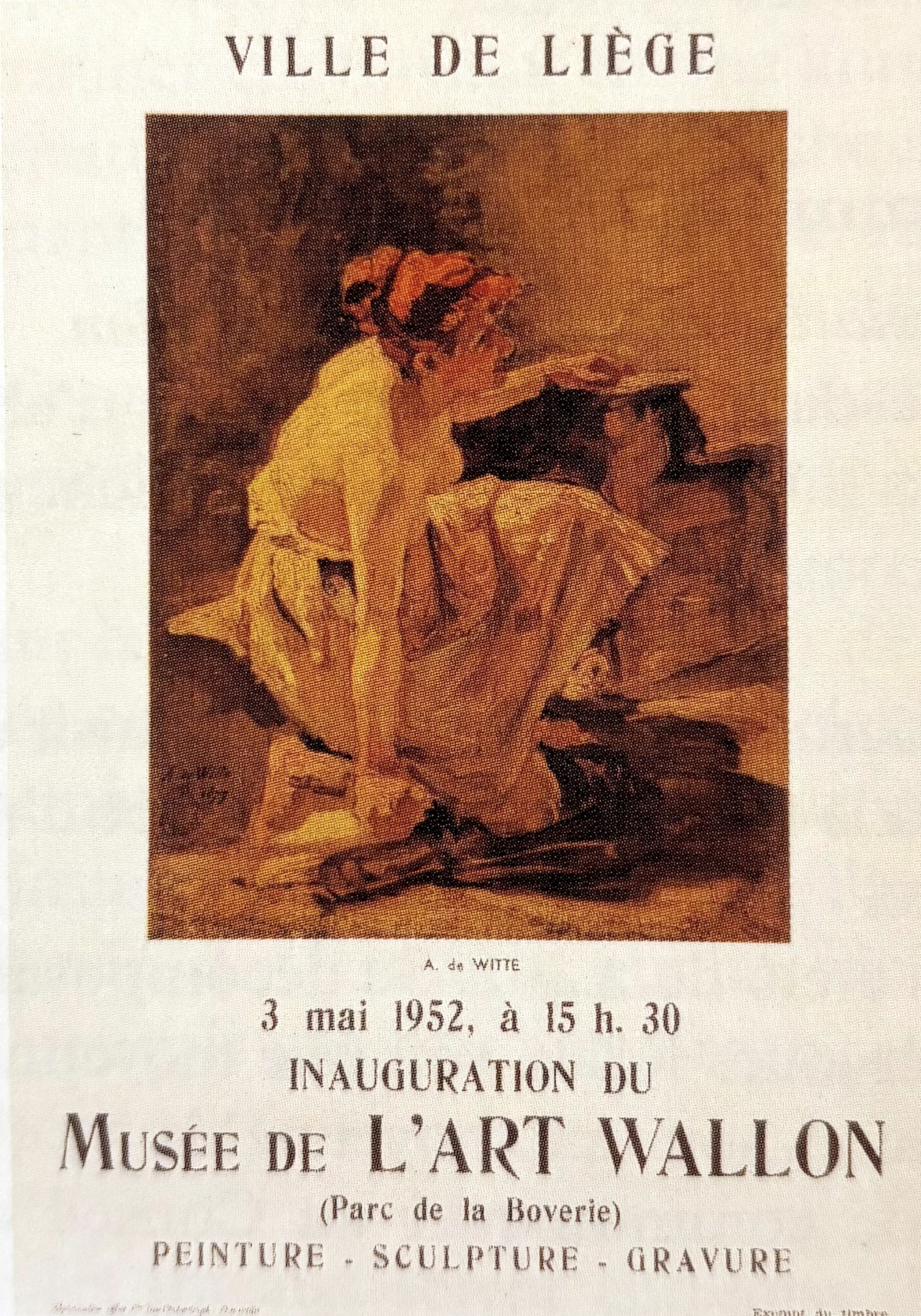
Affiche de l'inauguration du musée de l'Art wallon à Liège, le 3 mai 1952.

La ville de Liège acquiert le tableau en 1950 qui entre, dès 1952, dans les collections du musée de l'Art wallon (no 577 d'inventaire),. Il est d'ailleurs utilisé pour illustrer l'affiche qui annonce l'inauguration du musée de l'Art wallon le 3 mai 1952. La présente toile ainsi que l'ensemble des collections des musées des Beaux-Arts et de l'Art wallon sont d'abord regroupés aux Beaux-Arts en 2011 puis transférés au musée de La Boverie en 2016.

## Réception critique
Dès 1927, Charles Delchevalerie revendique les qualités de coloriste d'Adrien de Witte : « Qu'il utilise l'huile ou le pastel, sa vision de peintre est merveilleusement subtile et juste. Percevant avec autant de sagacité les modalités de la lumière, il lui est facile d'être opulent avec sobriété et de laisser à d'autres le recours à l'éclat extérieur ». Dans le second volume du Catalogue général du Musée de l'Art wallon publié en 1984, Françoise Dehousse et Maurice Pauchen retrouvent ces même qualités de coloriste dans la présente œuvre : « Le dessin s'efface au profit de multiples touches colorées dont l'agencement rend avant tout compte du jeu des lumières. Le recours presque exclusif à des tons dorés accentue encore cet effet ». 
En 1930, Jules Bosmant considère que les nus de l'artiste attestent « d'une magnifique liberté » et qu'ils offrent « dans leurs suggestions de volumes, dans leurs passages de plans et de masses, le plus bel exemple d'un art splendidement large et puissant ». En 1984, Françoise Dehousse et Maurice Pauchen abondent dans le même sens remarquant que le nu permet à l'artiste « de donner libre cours à des expériences nouvelles ». Par contre, ils constatent que, « dans ses portraits, Adrien de Witte ne montre pas la même audace et que sa technique, laissant une large part au dessin, y est plus classique ».

## Expositions
- 1950 : Rétrospective Adrien de Witte, du 14 octobre au 12 novembre, musée des Beaux‑Arts, Liège[2],[13],[14].
- 1964 : 125e anniversaire de l'Académie royale des Beaux‑Arts, du 11 avril au 10 mai, musée des Beaux-Arts, Liège (catalogue no 237E)[2],[14].
- 1966 : Hommage à de Witte Adrien, Donnay Auguste, Heintz Richard, Mataive Alphonse, Maréchal François, Philippet Léon, Rassenfosse Armand, du 3 au 14 janvier, Cercle royal des Beaux-Arts, Liège[2].
- 1981 : Adrien de Witte : œuvre peint, du 15 septembre au 10 octobre, Galerie de la Province, Liège (catalogue no 7)[2].
- 1984 : Le Nu dans les collections du Musée de l'Art Wallon, musée de l'Art wallon, Liège (catalogue no 3)[2].